# Donkey
Donkey é o segundo álbum da banda alternativa brasileira Cansei de Ser Sexy. O álbum foi gravado no estúdio da gravadora Trama, em São Paulo. O álbum foi lançado em 21 de Julho de 2008, sucedendo ao álbum Cansei de Ser Sexy.
Três meses antes do lançamento, a baixista Iracema Trevisan deixou a banda, dizendo que se dedicaria aos estudos, e foi substituída por Adriano Cintra, até então baterista. O novo baterista é Jon Harper, ex-The Cooper Temple Clause.
O álbum foi lançado no Canadá e nos Estados Unidos pela gravadora SubPop!, na Europa pela Warner Bros. Records, e no Japão pela KSR. O primeiro single é "Rat Is Dead (Rage)", que foi disponibilizado para download desde 28 de Abril de 2008.
| Críticas profissionais                                                      | Críticas profissionais |
| Avaliações da crítica                                                       | Avaliações da crítica  |
| Fonte                                                                       | Avaliação              |
| --------------------------------------------------------------------------- | ---------------------- |
| Allmusic                                                                    | [ 2 ]                  |
| Billboard                                                                   | (sem nota)             |
| The Guardian                                                                | [ 4 ]                  |
| The Independent                                                             | [ 5 ]                  |
| NME                                                                         | (7/10)                 |
| The Observer                                                                | [ 7 ]                  |
| Pitchfork                                                                   | (5.6/10)               |
| Q                                                                           | [ 9 ]                  |
| Rolling Stone                                                               | [ 10 ]                 |
| The Times                                                                   | [ 11 ]                 |
| Esta tabela precisa de ser acompanhada por texto em prosa. Consulte o guia. |                        |

## Lista de Faixas
- Edição Padrão

1. "Jager Yoga" (Adriano Cintra/Ana Anjos/Carolina Parra/Luiza Sá/Lovefoxxx) — 3:49
2. "Rat Is Dead (Rage)" (Adriano Cintra) — 3:19
3. "Let's Reggae All Night" (Adriano Cintra/Lovefoxxx) — 3:54
4. "Give Up" (Adriano Cintra/Luiza Sá) — 3:21
5. "Left Behind" (Adriano Cintra) — 3:31
6. "Beautiful Song" (Adriano Cintra/Lovefoxxx) — 3:28
7. "How I Became Paranoid" (Adriano Cintra) — 3:26
8. "Move" (Adriano Cintra/Luiza Sá/Lovefoxxx) — 3:53
9. "I Fly" (Adriano Cintra) — 3:17
10. "Believe Achieve" (Adriano Cintra/Lovefoxxx) — 3:36
11. "Air Painter" (Adriano Cintra/Lovefoxxx) — 3:48
12. "Hit and Run" (Lovefoxxx) — 3:00  — (Faixa bônus digital)

- Sub Pop pre-order

1. "Hit and Run" — 3:00
2. "Blackwing" [Give Up Demo] — 1:33
3. "I Fly" [Demo] — 3:16

Músicas arquivadas:
- "Buenos Aires"
- "You And Yourself"
- "Cannonball" (Cover do The Breeders)
- "Dallas 141"

Esta última, foi regravada por Cintra para seu segundo álbum de estúdio "Adriano Cintra is Dead", de 2015

### Interviews
- Resenha de Donkey em RRAURL.com[ligação inativa]
- O G1 ouviu uma prévia do novo álbum do CSS